# Dolmen de la Coste
Der Dolmen de la Coste (auch Lacoste) liegt in einem Eichenhain nördlich der Lagunenstadt Frontignan im Département Hérault in Frankreich und ist einer der meernächsten Dolmen im Midi. Dolmen ist in Frankreich der Oberbegriff für neolithische Megalithanlagen aller Art (siehe: Französische Nomenklatur).

## Beschreibung
Der Dolmen ist ein "Dolmen à couloir" vom Typ languedocien mit einem langen und breiten, gewundenen Gang aus großen mehrschichtig verlegten Steinblöcken, der mittig in eine fast quadratische Kammer führt. Sie besteht aus acht großen Platten (2 pro Seite). Die Platten auf der Zugangsseite lassen einen etwa 70 cm breiten Zugang offen. Alle Decksteine fehlen, aber der Hügel ist bis zur Oberkante des Gangmauerwerks erhalten.
In der Kammer wurden eine Pfeilspitze, drei Klingen, ein Schaber, sieben Anhänger und Perlen aus Speck- und Kalkstein, das Bruchstück einer Haselnuss und der versteinerte Zahn einer Dorade entdeckt.
Etwa 2,0 km westlich liegt der Steinkreis Pioch de Roumanis.